# Assurance maladie en Suisse
L'assurance maladie sociale en Suisse (assurance obligatoire des soins) est organisée par la loi fédérale sur l'assurance-maladie (LAMal). Celle-ci prévoit que chaque citoyen est obligatoirement assuré contre les risques liés à la maladie et aux accidents. L'assurance-maladie privée est organisée par une autre loi fédérale.

## Historique
Elle est entrée en vigueur le 1er janvier 1996 en remplaçant la LAMA de 1912. La révolution de cette loi a été d’introduire un caractère obligatoire à l’assurance de base en cas de maladie ou accident en Suisse.
- Le 26 octobre 1890 le peuple et les cantons acceptent l'article 34bis de la constitution fédérale (art. 117 actuel) chargeant la Confédération suisse de régler, par voie législative, l'assurance sociale en cas d'accident et de maladie.
- Adoptée par le Parlement le 5 octobre 1899, la « loi fédérale sur l'assurance en cas de maladie et d'accidents incluant l'assurance militaire », dite « Lex Forrer », fut rejetée par le peuple le 20 mai 1900.
- Le 13 juin 1911, le Parlement adopta la loi fédérale sur l'assurance-maladie (LAMA), adoption qui fut confirmée par le peuple le 4 février 1912.
- En vigueur depuis 1914, la LAMA n'a été modifiée que par une seule révision partielle importante, en 1964, et ce même si des commissions d'experts examinèrent en 1921, en 1947 et en 1952 des projets de révision.
- Dès la fin des années soixante pourtant, les tentatives de révision se succédèrent mais elles se soldèrent toutes par un échec, le dernier étant le refus de la loi sur l'assurance-maladie et maternité (LAMM), mise sous toit par le Parlement le 20 mars 1987 et rejetée par le peuple le 6 décembre 1987[2].
- Les lacunes du système institué par la LAMA (lesquelles ?) étaient de plus en plus patentes et, avec le recul, on s'aperçoit que presque toutes les possibilités de réforme ont été envisagées, certaines d'entre elles ayant même fait l'objet d'une décision du Parlement. Mais à l'opposé, on est frappé par l'impossibilité ou encore l'incapacité de mettre en œuvre la moindre des réformes, pourtant urgentes, qui avaient été proposées. Après l'échec, devant le peuple, de la dernière tentative de révision acceptée par le Parlement, la LAMM du 20 mars 1987, le Gouvernement avait donné mandat à quatre experts de présenter des propositions de réforme. Il a ensuite adopté quelques principes directeurs et institué une commission d'experts dont les travaux ont servi de base au projet de loi qu'il a présenté le 6 novembre 1991. Après l'avoir amendée sur certains points, le Parlement a adopté la loi fédérale sur l'assurance-maladie le 18 mars 1994.
- La loi a abrogé et remplacé la LAMal[3]; elle est entrée en vigueur le 1er janvier 1996 après que le Gouvernement a dû la soumettre au vote populaire, le 4 décembre 1994, à la suite de l'aboutissement d'un référendum lancé par quatre mouvements différents.

## Organisation
Il existe en Suisse une quarantaine de caisses d'assurance-maladie, qui sont toutes des sociétés privées. Le nombre de caisse maladie se réduit chaque année par concentration autour de quelques groupes. Le nombre de caisses maladie est passé de 62 en 2014 à 39 en 2024. Les 10 groupes les plus importants concentrent plus de 80 % des assurés. Contrairement à l'assurance accident, il n'existe pas de caisse maladie étatique.
Une initiative populaire « Pour une caisse maladie unique et sociale » proposant le passage à un système de caisse maladie unique avec primes fixées selon le revenu a été rejetée le 11 mars 2007 par plus de 71 % des voix.
Une deuxième initiative populaire fédérale intitulée « Pour une caisse publique d'assurance-maladie » a été soumise au peuple le  28 septembre 2014. Elle proposait d'instaurer une caisse unique par canton, gardant par là-même les différences cantonales et tout en conservant une prime par tête. Elle a été refusée à 61,9 %.

## Catalogue des prestations
La LAMal rembourse les prestations détaillées aux articles 25 à 31 de la loi.
Concernant les médicaments, il existe une liste des spécialités régulièrement mise à jour qui définit les médicaments pris en charge dans le cadre de cette assurance obligatoire.

## Financement
- Par les cotisations des membres
  - Les cotisations sont indépendantes du revenu et de l'état de santé de l'assuré.
  - Il y a trois catégories d'âge : enfants 0-18 ans, jeunes adultes 19- 25, adultes + 26 ans
  - Les assurés de faible revenu peuvent obtenir des subsides ; la loi fédérale oblige les cantons à prévoir des subsides mais leur montant et leurs critères d'attribution sont en grande partie de compétence cantonale.
  - Des contrats avec des franchises de 300.- (minimum obligatoire) à 2 500.- (0.- à 600.- pour les enfants) peuvent être conclus.
  - Les assurés peuvent bénéficier d'un rabais de prime s'ils optent pour une assurance limitant le choix des fournisseurs de prestations (ex. : « médecin de famille », « HMO »).
  - Le principe étant celui de la concurrence, les assurés ont la liberté de changer de caisse à chaque fin d'année, sans subir de baisse de prestation.
- Par des versements entre caisses pour compenser les « mauvais risques » (deux critères sont utilisés : le sexe et l’âge).

### Financement uniforme des prestations
Lors de la votation populaire du 24 novembre 2024, le financement uniforme des prestations est accepté :
|                            | Jusqu'en 2027                                       | Dès 2028                                            |
| Soins ambulatoires         | 100 % assurance-maladie                             | Maximum 73 % assurance-maladie Minimum 27 % cantons |
| Soins hospitaliers         | Maximum 45 % assurance-maladie Minimum 55 % cantons | Maximum 73 % assurance-maladie Minimum 27 % cantons |
| Soins en EMS et à domicile | Environ 54 % assurance-maladie Environ 46 % cantons | Maximum 73 % assurance-maladie Minimum 27 % cantons |

## Caisses maladie et comparatif de primes d'assurance
Tous les assurés en Suisse ne paient pas la même prime d'assurance, bien que les prestations soient exactement les mêmes pour chaque assuré. Les rôles principaux des caisses maladie sont de vérifier les factures des prestataires de santé et de les payer. La prime peut varier en fonction :
- du lieu de résidence. Les primes des assurés vivants dans les grandes villes et de leurs agglomérations sont plus élevées que les assurés vivant dans les villages et à la campagne ;
- de l'âge de l'assuré (0-18 ans, adulte). Certaines caisses offrent des primes différentes pour les 19-25 ans ;
- de la franchise que l'assuré choisit (enfant jusqu'à 18 ans révolus, de 0 à 600, et adulte, de 300 à 2 500 francs suisses). Plus l'assuré choisi une franchise élevée, plus sa prime sera réduite[6] ;
- du libre choix du médecin. L'assuré peut choisir n'importe quel spécialiste dès le départ ou devoir consulter un médecin de référence (sauf cas d'urgence).

L'assuré peut choisir librement sa caisse maladie, parmi les caisses maladies en Suisse. Les caisses maladie ont l'obligation d'accepter le nouvel assuré (article 4 de la LAMal), quels que soient son état de santé et son âge.
Certains assurés (avec une franchise à 300 francs) peuvent, moyennant un préavis de trois mois, changer d’assureur pour la fin d’un semestre d’une année civile.
Lors de la communication de la nouvelle prime, il peut changer d’assureur pour la fin du mois qui précède le début de la validité de la nouvelle prime, moyennant un préavis d’un mois. L’assureur doit annoncer à chaque assuré les nouvelles primes approuvées par l’Office fédéral de la santé publique (office) au moins deux mois à l’avance et signaler à l’assuré qu’il a le droit de changer d’assureur (article 7 de la LAMal).
En règle générale le montant des  primes d'assurance changent le 1er janvier de chaque année. Dans ce cas, les assurances-maladie communiquent à leurs assurés au mois d'octobre le montant de leur nouvelle prime d'assurance à compter du 1er janvier. L'assuré, s'il veut changer de caisse maladie, doit donc faire parvenir au plus tard le 30 novembre à sa caisse maladie sa résiliation d'assurance avec la preuve qu'il est assuré dans une autre assurance. Tous deux ont l'obligation d'accepter la requête.
Pour faciliter le choix de leurs futures caisses maladie et comparer les primes d'assurance des caisses maladie, le Département fédéral de l'intérieur a mis à disposition des assurés un comparatif d'assurance sous la forme d'un site internet en 2011 (www.priminfo.admin.ch). Contrairement à d'autres sites de comparatifs d'assurances qui filtrent les demandes d'offres pour les assureurs selon l’âge, la franchise, le canton, et dissimulent parfois de meilleures offres à des clients estimés à risques, le site du département fédéral de l'intérieur est garanti neutre et transparent.
À noter que l'assuré peut résilier son assurance-maladie obligatoire auprès de la caisse maladie, mais conserver ses assurances complémentaires (non obligatoires) dans son ancienne caisse maladie. En résiliant ses assurances complémentaires qui offrent des prestations supérieures à l'assurance de base (chambre privée, médecine dite alternative, telle que médecine chinoise, homéopathie, etc.) l'assuré risque de ne plus pouvoir retrouver ce type d'assurance complémentaire auprès d'une autre caisse maladie, car celles-ci sont sujettes à l'acceptation des caisses maladie qui regardent l'état de santé de l'assuré.

## Remboursements
Les prestations comprises dans le catalogue de prestations sont remboursées à hauteur de 90 % une fois la franchise choisie par l'assuré atteinte. La quote-part de 10 % (20 % pour les médicaments originaux qui possèdent un générique) à charge de l'assuré ne peut dépasser 700 francs par an pour un adulte et 350 francs pour un enfant. Au-delà, le remboursement est de 100 %.
Quelques exemples de remboursement :
- Si un assuré a une franchise de 1 000 francs suisses et a eu pour 800 francs de frais médicaux dans l'année, l'assuré ne sera pas remboursé, comme les frais ne dépassent pas les 1 000 francs de franchise.
- Si un assuré a une franchise de 1 000 francs et a eu pour 1 500 francs de frais médicaux dans l'année, l'assuré sera remboursé de 450 francs, les premiers 1 000 francs sont pris par la franchise, il reste 500 francs. Dans ces 500 francs, il y a 50 francs de quote-part, il reste donc 450 francs.
- Si un assuré a une franchise de 1 000 francs et eu pour 15 000 francs de frais médicaux dans l'année, l'assuré sera remboursé de 13 300 francs. Les premiers 1 000 francs sont pris par la franchise, il reste 14 000 francs. Dans ces 14 000 francs, il y a 700 francs de quote-part, il reste donc 13 300 francs.

Au titre de la LAMal, les assureurs privés paient près d'un tiers des coûts effectifs de la santé, les assurés un deuxième tiers (respectivement 35,3 % et 30,8 % en 2006).
Il est possible de s'assurer pour les frais de santé non couverts par le catalogue des prestations de la LAMal en contractant une assurance santé complémentaire. Les primes des complémentaires sont fixées librement par les assurances-maladie et varient en fonction de l'âge, du sexe et de l'état de santé de l'assuré. En cas de risques trop élevés la compagnie peut soit vous refuser soit exclure le risque.

### Maternité
Les prestations de maternité sont entièrement prises en en charge par l'assurance-maladie. Aucune participation à la franchise ou à la quote-part n'est demandée à l'assurée.
Dès la 13e semaine de grossesse et jusqu'au 56e jours après l'accouchement, aucune participation à la franchise ou à la quote-part n'est demandé à l'assurée, même pour les prestations qui ne sont pas directement liées à la grossesse.
Dans le cadre d'une fausse couche ou d'une interruption médicale de grossesse entre la 13e et la 23e semaine de grossesse, un contrôle médical et dix visites à domicile de sage-femme sont également remboursés.

#### Interruption de grossesse
L'interruption volontaire de grossesse n'est pas considérée comme une prestation de maternité. Une participation à la franchise et à la quote-part est donc demandée à l'assurée.

## Critiques

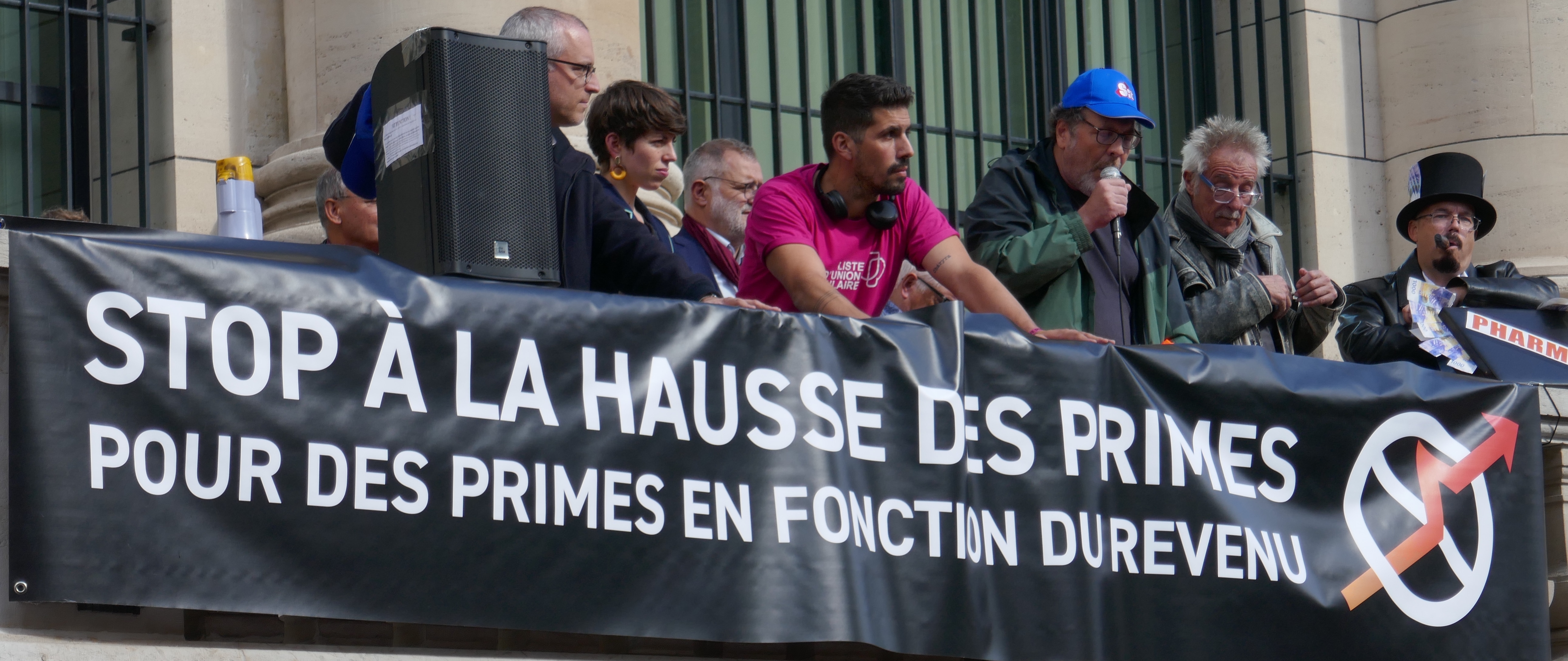
Manifestation pour une caisse maladie unique, Genève, 2023.

Le système suisse d'assurance-maladie est critiqué par des partis politiques, qu'ils se situent à gauche ou à droite de l'échiquier politique. Le reproche principal est le manque de transparence dans les comptes des caisses maladies et le soupçon que ces organismes privés contournent la loi en faisant la chasse aux « bons risques », aux populations les moins en besoin de soins coûteux. Alors que la loi oblige le remboursement de prestations définies par la LAMal, certains milieux favorables à une étatisation de l'assurance soutiennent que la loi laisse trop de marge aux manœuvres dilatoires : franchises élevées, comptabilité opaques et non-séparation des « complémentaires » et prestations de bases, stratégies de marketing onéreuses entraînant des frais publicitaires reportés sur les primes.
Plusieurs associations de consommateurs (Fédération romande des consommateurs, etc.), de médecins (Fédération des médecins suisses) et partis politiques (comme le Parti socialiste suisse) proposent des initiatives populaires pour d'une part créer une caisse publique unique et d'autre part, de manière non exclusive, exiger une transparence des coûts des caisses et une séparation des comptes entre complémentaires et prestations de bases obligatoires.
Pour Pierre-Yves Maillard, ancien conseiller d'état vaudois de la santé et membre du conseil national, « les membres d'une commission (parlementaire fédérale) ont une influence quasi totale sur le groupe de parlementaires… On recrute donc des parlementaires des partis bourgeois membres des commissions spécialisées pour composer les conseils d'administration des caisses maladies… Il y a un vrai réseau d'influence économique sur la politique dans le domaine de la santé et malheureusement cette tendance s'accentue. Elle va dans la direction d'un caractère toujours plus commercial des assureurs maladie et vers un poids politique toujours plus fort auprès des parlements fédéraux. »
Au demeurant, le régime fédéral d'assurance-maladie, qui fête ses 100 ans en 2014, a permis le développement d'une protection de très haut niveau au bénéfice de l'ensemble de la population suisse, tout en conservant une situation financière saine et une orientation “clientèle”, notamment grâce à l'expérience et la compétences des assureurs-maladie privés et publics (quoique ces derniers aient pour l'essentiel disparus du paysage au fil du temps).

### Initiatives populaires fédérales
Plusieurs initiatives populaires fédérales ont été proposées pour réformer l'assurance maladie. Aucune n'a été acceptée en votation populaire. Par exemple, le 28 septembre 2014, l'initiative populaire « Pour une caisse publique d'assurance-maladie » est refusée à 62 %.
| Année | Titre                                                                                          | Taux de rejet |
| ----- | ---------------------------------------------------------------------------------------------- | ------------- |
| 1974  | Initiative populaire « pour une meilleure assurance-maladie »                                  | 70 %          |
| 1992  | Initiative populaire « pour une assurance-maladie financièrement supportable »                 | 61 %          |
| 1994  | Initiative populaire « pour une saine assurance-maladie »                                      | 77 %          |
| 2007  | Initiative populaire « Pour une caisse maladie unique et sociale »                             | 71 %          |
| 2011  | Initiative populaire fédérale suisse « Financer l'avortement est une affaire privée »          | 70 %          |
| 2014  | Initiative populaire « Pour une caisse publique d'assurance-maladie »                          | 62 %          |
| 2024  | Initiative populaire « Pour des primes plus basses. Frein aux coûts dans le système de santé » | 63 %          |
| 2024  | Initiative populaire « Maximum 10 % du revenu pour les primes d’assurance-maladie »            | 55 %          |

### Critique télévisuelle
Non pas politique mais télévisuelle, en 2020 la Radio télévision suisse a via son émission 52 minutes diffusé une chanson parodique intitulée La LAMal qui parodie la chanson Another Day of Sun (en) de la bande originale du film La La Land dénonçant la hausse du prix des assurances, chantée notamment avec le présentateur de l'émission Vincent Veillon, Vincent Kucholl et une bonne partie des chroniqueurs de la chaine.

### Monopsone?
En Suisse, santésuisse est l'organisation faîtière qui regroupe la majorité des caisses-maladies. Certains grands assureurs s'en sont distancés dès 2014, pour se regrouper au sein de l'association curafutura. Depuis plusieurs années déjà[Quand ?], la branche de l'assurance maladie est désunie et les négociations tarifaires définissant les conditions auxquelles les prestations de soins de l'assurance maladie obligatoire sont remboursées par les caisses-maladie s'en trouvent compliquées. Émergent alors des tarifs différents (notamment dans le domaine hospitalier), en fonction de l'assureur. Les assureurs maladie qui confient un mandat de négociation à tarifsuisse SA (émanation de santésuisse) ne sont pas nécessairement membres de santésuisse et, à l'inverse, tous les assureurs membres de santésuisse ne sont pas uniformément représentés par tarifsuisse. La tendance à une situation de monopsone, redoutée par certains, ne s'est ainsi pas concrétisée.[réf. nécessaire]

### Bases légales
- Loi fédérale sur l'assurance-maladie (LAMal) du 18 mars 1994 (état le 1er janvier 2022), RS 832.10.
- Ordonnance sur l'assurance-maladie (OAMal) du 27 juin 1995 (état le 1er septembre 2022), RS 832.102.